# Gene Federico
Gene Federico (* 6. Februar 1918 in New York; † 8. September 1999 in Pound Ridge, New York) war ein US-amerikanischer Grafikdesigner und Werbefachmann.

## Leben und Werk
Gene Federico wurde 1918 in New Yorks Greenwich Village geboren. Die Familie übersiedelte ein paar Jahre später nach Coney Island. Dort besuchte Federico die Abraham Lincoln High School, an der der legendäre Art Squad unter der Leitung von Leon Friend (1902–1969) beheimatet war. Leon Friend bildete im Art Squad zahlreiche Grafikdesigner und Illustratoren aus, neben Federico auch Sheila de Bretteville, Seymour Chwast und Alex Steinwiess. Friend machte ihn mit führenden europäischen Werbegrafikern bekannt, deren Werke die Grundlage für seine spätere Arbeit werden sollte.
Das Pratt Institute in Brooklyn war die nächste Station seiner beruflichen Ausbildung. 1939, mit 21 Jahren, machte er seinen Abschluss am Pratt Institute. Nachdem er 1941 seinen ersten Job in Newark, New Jersey, angenommen hatte, wurde er von April 1941 bis November 1945 als einfacher Soldat (GI) zunächst in den Vereinigten Staaten und anschließend in Nordafrika und Europa stationiert.
Nach seiner Rückkehr aus dem Krieg wurde Federicos Werk 1946 in der renommierten A-D Gallery in einer Ausstellung mit dem Titel „The Four Veterans“ ausgestellt. Will Burtin, der damalige Art Director der Zeitschrift Fortune, war beeindruckt von dem jungen Grafikdesigner, und bat ihn, sein künstlerischer Mitarbeiter zu werden. Federico blieb nur zehn Monaten und wechselte auf eine Stelle als Layouter beim Architectural Forum, einem amerikanischen Magazin für Wohnungsbau und Architektur. Zu diesem Zeitpunkt beschloss er, sich als Grafikdesigner selbstständig zu machen.
Dieser Prozess verlief jedoch weder schnell noch einfach. Von 1954 bis 1959 war er bei der Werbeagentur Douglas D. Simon in leitender Funktion tätig. Von 1959 bis 1965 leitete Federico bei Benton and Bowles ein Team. Dort lernte er den Werbetexter Dick Lord kennen. Anfang 1967 beschlossen Lord und Federico eine Partnerschaft mit dem Namen Lord Southard Federico zu gründen. Southard, der als Kundenbetreuer eingestellt worden war, verließ das Unternehmen aber bald und so wurde die Agentur zu Lord Federico. Norman Geller, ein ehemaliger Klassenkamerad von Federico, und der Werbetexter Arthur Einstein traten in die Agentur ein. Mit zwei Textern und zwei Grafikdesigner stand Lord Geller Federico Einstein Inc. auf einem soliden kreativen Fundament. Federico verließ die Agentur 1991 und war als Werbe- und Designberater tätig.
Seit 1960 war Gene Federico Mitglied in der Alliance Graphique Internationale (AGI). 1980 wurde er in die Hall of Fame des Art Directors Club aufgenommen, 1987 wurde er mit der AIGA-Medaille ausgezeichnet und 1991 mit der Medaille des Type Directors Club.
Federico starb am 8. September 1999 in Pound Ridge, New York. Er war mit der Gebrauchsgrafikerin und Illustratorin Helen Federico (1921–2012) verheiratet.